# Ecsenius fourmanoiri
Ecsenius fourmanoiri és una espècie de peix de la família dels blènnids i de l'ordre dels perciformes.

## Morfologia
- Els mascles poden assolir 4,9 cm de longitud total.
- Nombre de vèrtebres: 33-34.[1]

## Reproducció
És ovípar.

## Hàbitat
És un peix marí de clima tropical.

## Distribució geogràfica
Es troba a Nova Caledònia (incloent-hi Uvea, Illes Loyauté) i Tongatapu (Tonga).